# Mártires de Rancho Nuevo
Mártires de Rancho Nuevo är en ort i Mexiko.   Den ligger i kommunen Francisco Z. Mena och delstaten Puebla, i den sydöstra delen av landet, 200 km nordost om huvudstaden Mexico City. Mártires de Rancho Nuevo ligger 225 meter över havet och antalet invånare är 271.
Terrängen runt Mártires de Rancho Nuevo är kuperad åt sydväst, men åt nordost är den platt. Runt Mártires de Rancho Nuevo är det ganska tätbefolkat, med 58 invånare per kvadratkilometer. Närmaste större samhälle är Metlaltoyuca, 2,9 km sydväst om Mártires de Rancho Nuevo. Omgivningarna runt Mártires de Rancho Nuevo är en mosaik av jordbruksmark och naturlig växtlighet.